# Yvonne Blake
Yvonne Blake (Mánchester, Reino Unido; 17 de abril de 1940-Madrid, España; 17 de julio de 2018) fue una diseñadora de vestuario hispano-británica, ganadora de un Premio Óscar al mejor vestuario en 1971 —por la película Nicolás y Alejandra— y de cuatro Premios Goya. En 2012 se convirtió en la primera mujer galardonada con el Premio Nacional de Cinematografía sin haber sido actriz. Además fue presidenta de la Academia de las Artes y las Ciencias Cinematográficas de España (AACCE) desde 2016 hasta 2018.

## Biografía
A los 16 años ganó una beca para estudiar arte, diseño y escultura en el Regional College of Art & Design de Mánchester. Posteriormente viajó a Londres y se presentó con su portafolio en la legendaria Casa Bermans, creadora de vestuarios como los de Cleopatra. Al ver sus bocetos, le ofrecieron un puesto como ayudante de Cynthia Tingey, la diseñadora estable de la casa y creadora del vestuario de estrellas de cine.

### Inicios
Tras varias etapas de ayudante, su primer trabajo como diseñadora de vestuario en el cine fue en 1966 con fue en la película de Daniel Mann La Venus de la Ira en Israel, protagonizada por Sophia Loren. Sus siguientes títulos fueron The Idol, The Spy with a Cold Nose y Fahrenheit 451, basada en la novela homónima de Ray Bradbury.
En Farenheit 451, Blake estuvo a las órdenes del director François Truffaut y del director de producción Tony Walton. La relación de Blake con el director francés fue una de entendimiento mutuo prácticamente desde el principio. Se buscó una estética que contrapusiera la artificialidad del mundo de los ciudadanos alienados con la naturaleza en la que viven los hombres-libro.
Como nota curiosa, la propia Blake aparece como uno de los hombres-libro al final de la película, con el libro siendo La cuestión judía, de Jean-Paul Sartre.

### Etapa inglesa
Tras Farenheit 451, Blake se trasladó a Londres, donde participó en las películas Charlie Bubbles, dirigida y protagonizada por Albert Finney, donde Liza Minnelli tenía un papel, y en The Best House in London. También se encargó del vestuario de El último valle protagonizada por Michael Caine y Omar Sharif, dirigida por James Clavell (autor de novelas como Shogun).

### Primera etapa en España
En su primera etapa en España, Blake participó en el rodaje de dos películas: Duffy, el único, protagonizada por Susannah York, James Coburn y James Mason, y el western cómico A Talent for Loving. En el rodaje conoció al que más tarde sería su marido, Gil Carretero, quien era el segundo ayudante de dirección.

### Óscar al mejor vestuario
En 1971 ganó el Óscar al Mejor Vestuario por la película Nicolás y Alejandra, una superproducción dirigida por Franklin J. Schaffner y producida por Sam Spiegel, responsable, entre otros proyectos, de colaboraciones con David Lean como Lawrence de Arabia  o El puente sobre el río Kwai.
Spiegel contó con un gran equipo de producción: cuatro directores de arte, entre ellos Gil Parrondo, John Box como diseñador de producción, Freddie Young como director de fotografía, y un gran equipo de vestuario al servicio de la propia Blake. El vestuario principal lo realiza en Londres la casa Bermans and Nathans.
Todo ello estaba bajo un férreo control del propio Sam Spiegel, por lo que los directores fueron cambiando, pasando incluso por el puesto Terence Young hasta que llegó Schaffner.
Bien se puede decir que el Oscar conseguido por Blake no es exclusivamente suyo, sino que es compartido por Antonio Castillo, quien se encargó de repasar los trajes para dos de los personajes de la película, aunque frente al trabajo mastodóntico de Blake su presencia es casi testimonial, razón por la que no fue a recoger el Óscar junto a Blake.

### Jesucristo Superstar
Tras ganar el Óscar, Blake trabajó en All Creatures Great and Small con un joven Anthony Hopkins y Una hora en la noche con Elizabeth Taylor. Eso se encadenó con el nacimiento de su hijo, el director de fotografía David Carretero.
Pero el proyecto más importante, y el primero tras el Óscar para Blake en esta época, fue Jesucristo Superstar, basado en el musical homónimo de Andrew Lloyd Weber.
Dos años después del estreno en Broadway, se propone la producción cinematográfica del musical, dirigida por Norman Jewison. Para la película se buscó un look menos sofisticado que en la obra de teatro, como si fuera una producción estudiantil, interesándose Blake por la combinación de diferentes texturas y materiales.
Blake fue nominada a un BAFTA en el año 1974 por esta película.

### Los mosqueteros,Robin HoodySuperman
La primera película que hace Blake con el director Richard Lester es Los tres mosqueteros, y su secuela, Los cuatro mosqueteros, producidas por Alexander e Ilya Salkin.
Entre los miles de anécdotas del rodaje, una destacable fue el hecho de que Raquel Welch impuso a su novio Ron Talsky, para el diseño del vestuario del personaje de Constance Bonancieux, por lo que a pesar de los chocantes que resultaban sus diseños en contraste con los de Talsky, ambos fueron nominados al Oscar por Los cuatro mosqueteros en 1975.
Blake volvió a trabajar con Lester en Robin y Marian, una versión crepuscular de la historia de Robin Hood protagonizada por Sean Connery y Audrey Hepburn, y en El regreso de los mosqueteros, que la reunieron con todo el equipo de Los tres Mosqueteros.
Otro de los proyectos en los que se verá envuelta Blake en esta época será la adaptación cinematográfica de Superman, dirigida por Richard Donner, con producción en Londres y ropa hecha por la casa Bernmans and Nathans.
Blake tuvo especiales problemas con las telas del traje de Superman, al ser fibras no transpirables y coincidir en color con la pantalla azul para los efectos especiales, así fue preciso hacer diversas pruebas hasta encontrar el tono exacto. También hubo una cierta experimentación con los trajes de Krypton, con telas reflectantes y sedas.

### Los años 80
Blake encadenará proyectos muy dispares en esta década, desde la miniserie Harem, en la que trabajó con Ava Gardner, pasando por películas como Evasión en Atenea o Las aventuras de Enrique y Ana, que le permitió luego poder trabajar en Bearn o la sala de las muñecas, dirigida por Jaime Chávarri.
Blake siguió en su trabajo el tono general de la película, elegante, y comedido, con una recreación casi perfecta de la moda de 1865.
En el lado completamente opuesto se encuentra Los señores del acero, dirigida por Paul Verhoeven. Para hacer el vestuario de la película, Blake se inspiró sobre todo en las pinturas de Alberto Durero y El Bosco, interesándose por el acuchillado en la ropa, y fabricando su equipo grandes cantidades de ropa nueva para la película.

### Gonzalo Suárez y Vicente Aranda
En la carrera de Blake son especialmente reseñables sus colaboraciones con dos directores españoles: Gonzalo Suárez y Vicente Aranda.
Con el primero hace Remando al viento, en la que Blake creó una amplia gama de vestidos y trajes de la época del Romanticismo que le valieron su primer Goya; y también Don Juan en los infiernos, basada en la obra de Molière, ambientada en la época de Felipe II; y dos películas más ambientadas en la época moderna, La reina anónima y El detective y la muerte.
Con Vicente Aranda recreará primero la historia de Carmen, basada en el libro de Prosper Merimée, reinventando en cierta manera la ropa bandoleril al no disponer de mucha documentación y dándole, por lo general, un estilo propio al mundo que rodea a la joven cigarrera gitana; y Tirante el Blanco, basada en unos capítulos de la novela de Joanot Martorell, en la que se recreó todo el esplendor y decadencia de la corte de Bizancio con unos vestidos de telas orientales y recargamiento de joyas que rozaban el barroquismo.

### Los años 90
En la década de 1990, Blake trabajó principalmente en Estados Unidos, aunque no perdió contacto con España logrando 2 Goyas al Mejor vestuario por Canción de cuna, y Carmen.
En Estados Unidos participó en proyectos variados, desde telefilmes como Crime of the Century o James Dean, hasta películas como Más allá de los sueños o Looking for Richard, en la que hizo la armadura de Ricardo III (Al Pacino) en la escena final.
Con la productora Kanzaman participó en tres películas: El misterio de Wells, El puente de San Luis Rey y Los fantasmas de Goya. En esta última recreó con minuciosidad la ambientación no solo de la corte española sino también de soldados y campesinos, con una clara división del color en las dos partes de la película.
Posteriormente trabajó en las películas Encontrarás dragones, de Roland Joffé y el musical Al final del arcoiris, sobre la vida de Judy Garland.

### Nuevos reconocimientos y carrera en la AACCE
En 2012 fue reconocida con el Premio Nacional de Cinematografía convirtiéndose en la séptima mujer en recibirlo y la primera no actriz.
En 2014, Yvonne Blake recibió el Premio Mujer de Cine del 52.º Festival Internacional de Cine de Gijón galardón otorgado desde 2011 por el FICX conjuntamente con Mujeres de Cine que "destaca a mujeres cineastas que son un referente generacional".
El 14 de julio de 2016, Yvonne Blake asumió en funciones el puesto de presidente de la Academia de las Artes y las Ciencias Cinematográficas de España tras dimitir su predecesor, Antonio Resines. El 15 de octubre de 2016 —al ser la única candidata en las elecciones—, la institución la ratificó como su presidenta en propiedad.

### Fallecimiento
El 3 de enero de 2018 fue ingresada de urgencia en el Hospital Universitario Ramón y Cajal tras sufrir un ictus durante una reunión en la AACCE preparando la gala anual de los Premios Goya. Una semana después abandonó la UCI y comenzó una larga recuperación. Por su mal estado de salud, Blake tuvo que abandonar sus responsabilidades en la AACCE. El 9 de abril de 2018, la Academia la nombró presidenta de honor de la institución, designó a Mariano Barroso como presidente en funciones de la misma y convocó elecciones a presidente.
Yvonne Blake falleció el 17 de julio de 2018 en Madrid, a los 78 años, sin haberse recuperado todavía del ictus que había sufrido 6 meses atrás.

## Filmografía seleccionada
- La Venus de la Ira (Judith, Daniel Mann, 1966)
- Fahrenheit 451 (François Truffaut, 1966)
- Duffy (Robert Parrish, 1968)
- El último valle (The Last Valley, James Clavell, 1971)
- Nicolás y Alejandra (Nicholas and Alexandra, Franklin J. Schaffner, 1971)
- Jesucristo Superstar (Jesus Christ Superstar, Norman Jewison, 1973)
- Los tres mosqueteros (The Three Musketeers, Richard Lester, 1973)
- Los cuatro mosqueteros, Richard Lester, 1974)
- Robin y Marian (Robin and Marian, Richard Lester, 1976)
- Superman (Richard Donner, 1978)
- Bearn o la sala de las muñecas (Jaime Chávarri, 1983)
- Remando al viento (Gonzalo Suárez, 1988)
- Don Juan en los infiernos (Gonzalo Suárez, 1991)
- Carmen (Vicente Aranda, 2003)
- Tirante el Blanco (Tirant lo Blanc, Vicente Aranda, 2006)
- Los fantasmas de Goya (Goya’s Ghosts, Milos Forman, 2006)

## Premios y distinciones
Premios Óscar
| Año  | Categoría                 | Película               | Resultado |
| ---- | ------------------------- | ---------------------- | --------- |
| 1972 | Mejor diseño de vestuario | Nicolás y Alejandra    | Ganadora  |
| 1976 | Mejor diseño de vestuario | Los cuatro mosqueteros | Nominada  |

Premios BAFTA
| Año                       | Categoría | Película               | Resultado |
| ------------------------- | --------- | ---------------------- | --------- |
| Mejor diseño de vestuario | 1975      | Los cuatro mosqueteros | Candidata |
| Mejor diseño de vestuario | 1974      | Los tres mosqueteros   | Candidata |
| Mejor diseño de vestuario | 1973      | Jesucristo Superstar   | Candidata |
| Mejor diseño de vestuario | 1971      | Nicolás y Alejandra    | Candidata |

Premios Goya
| Año                       | Categoría | Película                  | Resultado |
| ------------------------- | --------- | ------------------------- | --------- |
| Mejor diseño de vestuario | 2006      | Los fantasmas de Goya     | Candidata |
| Mejor diseño de vestuario | 2004      | El puente de San Luis Rey | Ganadora  |
| Mejor diseño de vestuario | 2003      | Carmen                    | Ganadora  |
| Mejor diseño de vestuario | 1994      | Canción de cuna           | Ganadora  |
| Mejor diseño de vestuario | 1992      | La reina anónima          | Candidata |
| Mejor diseño de vestuario | 1991      | Don Juan en los infiernos | Candidata |
| Mejor diseño de vestuario | 1988      | Remando al viento         | Ganadora  |

Otros
- Medalla de Oro al Mérito en el Trabajo (2011).
- Premio Nacional de Cinematografía (2012).
- Patrona de Honor de la Fundación Aula de Cine Colección Josep M. Queraltó (2013).
- Premio Mujeres de Cine. Festival Internacional de Cine de Gijón (2014).[13]
- Exposición Yvonne Blake. Dressing Spain and Hollywood, en Madrid. (Noviembre-diciembre 2024). Organizada por la Asociación de Artistas Plásticos, Escénicos y Audiovisuales de España (AAPEE), el Ayuntamiento de Madrid y Madrid Film Office. Comisariada por Esperanza García Claver.[14]

| Predecesor: Agustí Villaronga | Premio Nacional de Cinematografía 2012 | Sucesor: Juan Antonio Bayona |